# Psychoda despicata
Psychoda despicata är en tvåvingeart som beskrevs av Wagner 1978. Psychoda despicata ingår i släktet Psychoda och familjen fjärilsmyggor. Inga underarter finns listade i Catalogue of Life.